# ایمبلر (اورگن)
ایمبلر (به انگلیسی: Imbler) شهری در شهرستان کلکمس ایالت اورگن است و در سرشماری سال ۲۰۱۱ میلادی، ۲۸۹ نفر جمعیت داشته که نسبت به سال ۲۰۱۰، −۰٫۳۳ درصد رشد جمعیت داشته‌است.